# Christophe Abad
Pour les articles homonymes, voir Abad.
Christophe Abad, né le 21 avril 1965 à Rueil-Malmaison (Hauts-de-Seine), est un militaire français.
Général d'armée, il est inspecteur général des armées - Terre depuis le 1er octobre 2024, après avoir été gouverneur militaire de Paris du 31 juillet 2020 au 30 septembre 2024.

## Carrière militaire
Christophe Abad est formé à l'École spéciale militaire de Saint-Cyr de 1985 à 1988 dans la promotion Cadets de la France libre. À l'issue, il sert dans l'arme du génie au sein du 31e régiment du génie à Castelsarrasin. En 1992, il devient capitaine au 19e régiment du génie de Besançon.
Il sert en 1993 en ex-Yougoslavie au sein de la Force de protection des Nations unies (FORPRONU) avec le grade de capitaine.
En 1998, il obtient le titre d’ingénieur civil de l'École nationale supérieure des mines de Nancy, puis est breveté de la 6e promotion du Collège interarmées de défense en 1999.
De 2006 à 2008, il commande le 31e régiment du génie à Castelsarrasin avec le grade de colonel.
De 2009 à 2011, il sert au sein de la division Études, synthèse et management général de l'État-major des armées avant de devenir adjoint terre du chef de cabinet militaire du Premier ministre.
En 2015, il devient sous-directeur des études et de la politique de la direction des ressources humaines de l'Armée de terre avec le grade de général de brigade, puis est commandant en second de la 3e division à Marseille de 2017 à 2018.
Le 1er aout 2018, il est promu général de division et nommé officier adjoint au major général des armées et chef de la division Études, synthèse et management général de l'État-major des armées,.
Le 31 juillet 2020, il prend ses fonctions de gouverneur militaire de Paris, officier général de zone de défense et de sécurité de Paris et commandant de zone terre Île-de-France. À la même date, il est élevé aux rang et appellation de général de corps d'armée.
Il est  nommé inspecteur général de l'Armée de terre lors du conseil des ministres du 26 juin 2024, et élevé aux rang et appellation de général d'armée à compter du 1er octobre suivant.

## Décorations
- Commandeur de la Légion d'honneur
  - Christophe Abad est promu au grade de commandeur de l'ordre le 9 juillet 2022 au titre de « général de corps d'armée »[9].
  - Promu au grade d'officier de l'ordre le 1er juillet 2016 au titre de « général de brigade »[10], il est fait officier le 13 juillet 2016[9].
  - Nommé au grade de chevalier de l'ordre le 7 juillet 2004 au titre de « lieutenant-colonel, génie ; 19 ans de services et 1 an de bonifications. Cité. »[11], il est fait chevalier le 2 décembre 2004[10].
- Grand officier de l'ordre national du Mérite
  - Il est élevé à la dignité de grand officier de l'ordre le 29 janvier 2025, au titre de « gouverneur militaire de Paris, officier général de zone de défense et de sécurité de Paris et commandant de zone Terre Île-de-France »[12].
  - Promu au grade de commandeur de l'ordre le 29 avril 2019 au titre de « général de division »[13], il est fait commandeur le 12 juillet 2019[12].
  - Promu au grade d'officier de l'ordre le 4 novembre 2011 au titre de « colonel, génie »[14], il est fait officier le 1er décembre 2011[13].
  - Nommé au grade de chevalier de l'ordre le 30 avril 2001 au titre de « chef de bataillon, génie ; 16 ans de services »[15], il est fait chevalier le 8 juin 2001[14].
- Croix de la Valeur militaire avec citation à l'ordre du régiment[16].
- Médaille de la Défense nationale, échelon argent, avec 2 agrafes.
- Médaille de reconnaissance de la Nation, avec agrafe.
- Médaille commémorative française, avec agrafe.
- Médaille de la protection militaire du territoire[17].
- Médaille commémorative de la Force de protection des Nations unies en ex-Yougoslavie (FORPRONU 1992-1995)[17].
- Officier de l'ordre du Mérite de la République italienne‎ (2021)[18]